# Горки (Калязінський район)
Горки (рос. Горки) — присілок в Калязінському районі Тверської області Російської Федерації.
Населення становить 9 осіб. Входить до складу муніципального утворення Старобісловське сільське поселення.

## Історія
Від 2005 року входило до складу муніципального утворення Старобісловське сільське поселення.

## Населення
| 2010 |
| ---- |
| 9    |